# Lurdez da Luz (álbum)
Lurdez da Luz é a primeira gravação de estúdio solo da MC brasileira Lurdez da Luz, lançado em 20 de Janeiro de 2010, via Tratore/Fonomatic. O álbum conta com paticipações de vários artistas, como MC Stefanie no single do álbum, Andei.

## Alinhamento de faixas
Confirmado pela Amazon.com e pela Livraria Cultura.
| N.º            | Título                       | Duração |  |
| 1.             | "Por um Punhado de Palavras" | 1:23    |  |
| 2.             | "Ah Hu (Onomatopéias)"       | 2:14    |  |
| 3.             | "Andei" (com MC Stefanie)    | 3:24    |  |
| 4.             | "Ziriguidum"                 | 3:41    |  |
| 5.             | "Corrente de Água Doce"      | 3:08    |  |
| 6.             | "Meu Mundo numa Quadra"      | 3:06    |  |
| 7.             | "Saudade"                    | 3:25    |  |
| 8.             | "Eu Sou o Cara"              | 4:17    |  |
| 9.             | "Fim da Egotrip"             | 2:38    |  |
| Duração total: | Duração total:               | 27:16   |  |